# Baoruco
Baoruco, alternativ auch Bahoruco (veraltet auch Bahuruco oder Baburuco), ist eine Provinz im Westen der Dominikanischen Republik mit 108.717 Einwohnern (2022).
Sie grenzt im Norden an die Provinz San Juan, im Nordosten an Azua, im Südosten an Barahona und im Süden und Westen an Independencia. Die Provinzhauptstadt ist die Stadt Neiba (Neyba).
Die Provinz wurde 1943 gegründet. Davor war das Gebiet Teil der Provinz Barahona. Sie erhielt den Namen Bahoruco, da der Süden der Provinz von der Sierra de Bahoruco eingenommen wurde; als die Provinz Independencia geschaffen wurde, wurde die Provinz Bahoruco von der Sierra de Bahoruco getrennt, behielt aber ihren Namen.

## Verwaltungsgliederung
Die Provinz setzt sich aus 5 Municipios zusammen:
- Neiba
- Galván
- Los Ríos
- Tamayo
- Villa Jaragua

## Wichtige Städte und Ortschaften
- Neiba, Provinzhauptstadt
- Galván
- Los Ríos
- El Palmar
- Tamayo
- Uvilla
- Villa Jaragua